# Бутанска кухня
Бутанската кухня (на дзонгкха: འབྲུག་ཟས་) е термин, с който се обозначава кухнята на Бутан. При нея се използва много бутански червен ориз (единственият вид ориз, който расте на голяма надморска височина), обикновена елда и все по-честно царевица. Елда се яде основно в Бумтанг, царевица – най-вече в източните райони, а ориз – навсякъде другаде. Диетата в планинските райони също така включва пилешко, месо от як, сушено говеждо, свинско, свинска мас и овнешко. Супите и яхниите от месо, ориз, леща, папратовидни и сушени зеленчуци, подправени с люти чушки и сирене, са често срещано ястие по време на студените сезони. Зоу шунго е оризово ястие, смесено с остатъци от зеленчуци. Ема даци е лютиво ястие, приготвено с големи зелени люти чушки в сос от сирене (подобен на мексиканския чили кон кесо), което може да бъде наречено национално ястие, поради широкото си разпространение и гордостта, която бутанците изпитват към него. Други храни включват жаша мару (пилешко ястие), пхакша паа (сушено свинско, сготвено с люти чушки, подправки и зеленчуци, сред които репички и зелени зеленчуци); тхукпа (тибетска супа), батхуп и пържен ориз. Сиренето, направено от краве мляко, се нарича датши и никога не се консумира сурово, а се използва за направата на сосове. Зоудоу е друг вид сирене, което се приготвя в източните райони на Бутан и се добавя към супите. Зоудоу обикновено е зеленикаво на цвят и има силна миризма. Други видове сирена включват западните чедар и гауда. Западните сирена се произвеждат в швейцарски завод за сирене в Бумтанг или се внасят от Индия.
По-известните закуски включват момо (бутански кнедли), шакам изей, кхабзей, шабалей (хлебче, пълнено с говеждо и зеле), джума (бутански наденици, мариновани в подправки) и юфка. Ресторантите в Бутан могат да сервират китайски, непалски, тибетски и индийски храни, които са много популярни. Съществуват и корейски ресторанти в страната, породени от нарастващата популярност на корейската поп култура. Млечните храни, особено маслото, кравето сирене и сиренето от як, също са популярни и в действителност повечето мляко бива превръщано в масло и сирене. Известните напитки включват тибетски чай, млечен чай, черен чай, местното оризово вино ара и бира. Подправките включват къри, кардамон, джинджифил, тингей (сечуански пипер), чесън, куркума и ким.
- Бутански ястия и храни
- Приготвяне на жаша мару – традиционно ястие от пилешко, домати и други съставки
- Жаша цоем, бутанско къри
- Бутански люти чушки, пазар в Тхимпху

## Етикет
Когато на човек му се предложи храна, възпитано е той да каже „мешу мешу“, покривайки устата си с ръце в знак на отказ, а да приеме след като му се предложи втори или трети път.